# Linbury Prize for Stage Design

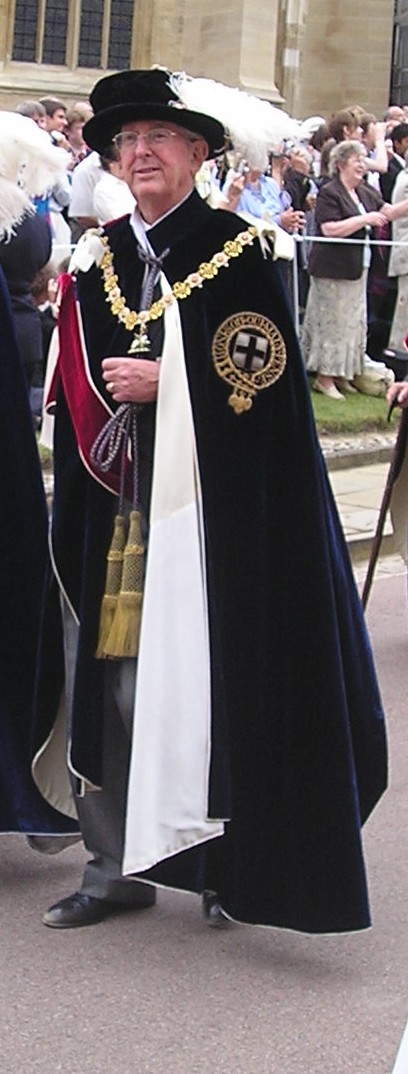
John Sainsbury, Baron Sainsbury of Preston Candover

Der Linbury Prize for Stage Design ist der renommierteste Preis für aufstrebende Bühnenbildner mit professionellem Schwerpunkt auf Theater, Tanz und Oper im Vereinigten Königreich. Seit 1987 wird er alle zwei Jahre verliehen.

## Geschichte
1973 gründeten John Sainsbury, Baron Sainsbury of Preston Candover, und seine Frau Lady Sainsbury, CBE, die ehemalige Ballerina Anya Linden, den gemeinnützigen Linbury Trust (Linbury ist ein Portemanteau-Wort, das die Namen Linden und Sainsbury verbindet). Der Linbury Prize, mit dem die Karriere junger Bühnenbildner gefördert werden soll, wird vollständig vom Linbury Trust finanziert und von einer Gruppe von Fürsprechern unterstützt. Die ersten Preise wurden 1987 verliehen.

## Auswahlverfahren
Die Auswahl zur Ermittlung der Gewinner erfolgt nach einem praxisorientierten Verfahren:
- Die Entwürfe der Teilnehmer, die vor kurzem ein Theaterdesign-Studium an Colleges in Großbritannien absolviert haben müssen,[3][4] werden einer Gruppe von drei Juroren vorgestellt.
- Die Entwürfe von mehr als zwölf Kandidaten werden ausgewählt.
- Die ausgewählten Kandidaten präsentieren ihre Entwürfe den Regisseuren und Choreografen von drei zuvor ausgewählten, kooperativen britischen Theater-, Opern- oder Tanz-Gesellschaften.
- Jede Gesellschaft wählt drei Designer aus, mit denen sie potenziell zusammenarbeiten möchte.
- Die zwölf Finalisten werden gebeten, Entwürfe für die bevorstehenden Produktionen der Theater zu entwerfen. Die Kosten werden durch eine vom Linbury Trust bereitgestellte Summe gedeckt.
- Vier Entwürfe, einer für jede Produktion, werden ausgewählt. Ihre Designer sind die Gewinner des Linbury Prize for Stage Design und erhalten den Auftrag zur Realisierung der ausgewählten Entwürfe auf der Bühne. Die finanzielle Unterstützung für den Gewinner sowie für die auftraggebende Gesellschaft erfolgt durch den Linbury Trust.[5]

## Gewinner

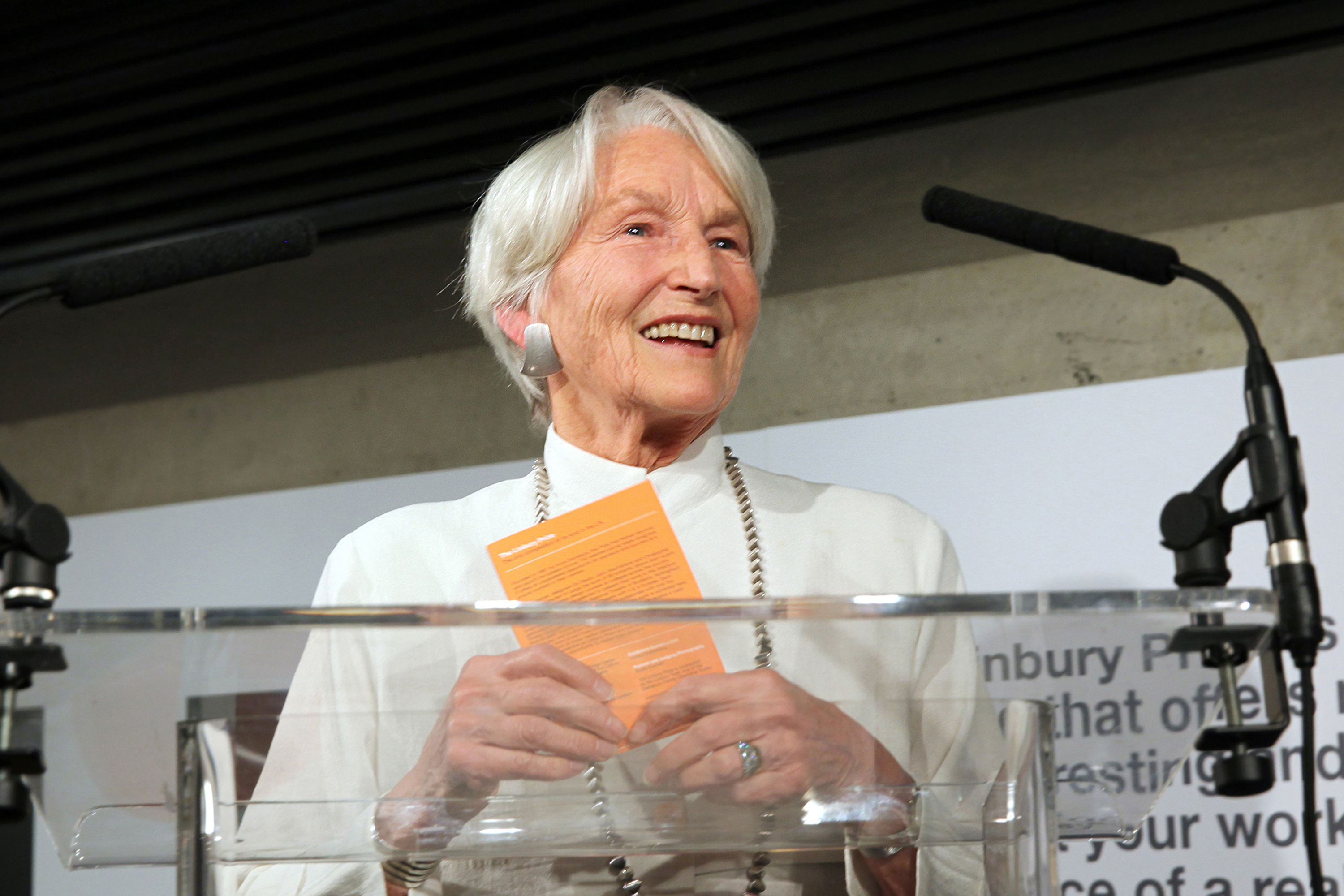
Lady Sainsbury (Anya Linden) bei der Preisverleihung 2013

Von 1987 bis 1995 wurden alle zwei Jahre drei Preise, darunter der Gesamtsieger (overall winner, OW), verliehen.

Seit 1997 werden alle zwei Jahre vier Preise verliehen.
Die folgenden Designer wurden als Preisträger ausgezeichnet:
| Jahr | Gewinner                                                                    | Preisrichter                                                                        | Auftraggebende Theater |
| ---- | --------------------------------------------------------------------------- | ----------------------------------------------------------------------------------- | --- |
| 2019 | Sami Fendall (OW) TK Hay Zoë Hurwitz Rose Revitt                            | Lizzie Clachan Katrina Lindsay Rajha Shakiry                                        | Birmingham Royal Ballet Leeds Playhouse Nuffield Southampton Theatres Octagon Theatre, Bolton                                   |
| 2017 | Basia Binkowska (OW) Khadija Raza Eleanor Bull Fin Redshaw                  | Tom Piper Nicky Shaw Rae Smith                                                      | Lyric Theatre, Hammersmith Mercury Theatre, Colchester Phoenix Dance Theatre Unicorn Theatre and ENO                            |
| 2015 | Grace Smart (OW) Jen McGinley Camilla Clarke Philippa Brocklehurst          | Sophie Jump Tom Piper Tom Scutt                                                     | Lyric Theatre, Belfast Nuffield Southampton Theatres Royal Court Theatre Traverse Theatre, Edinburgh                            |
| 2013 | Ana Inés Jabares-Pita (OW) Florence de Mare Madeline Girling Alexander Ruth | Christopher Oram Es Devlin John Macfarlane                                          | English Touring Opera National Theatre of Scotland Nottingham Playhouse Scottish Dance Theatre (in association with V&A Dundee) |
| 2011 | Hyemi Shin (OW) Emma Bailey Jemima Robinson Sarah Beaton                    | Miriam Buether Ian MacNeill Jon Bausor                                              | Lyric Theatre, Hammersmith Royal Opera House (ROH) The Opera Group Watermill Theatre, Newbury                                   |
| 2009 | Aleš Valášek (OW) Samal Blak Jean Chan Ruth Sutcliffe                       | Katrina Lindsay Bob Crowley Nick Ormerod                                            | Birmingham Opera Companya Royal Theatre Northampton Sound & Fury in collaboration with Fuel and Unicorn Theatre                 |
| 2007 | Garance Marneur (OW) Helen Goddard Rhys Jarman Tom Scutt                    | Tim Hatley Anthony Ward Jean Guy-Lecat                                              | Headlong The Opera Group Hampstead Theatre Tricycle Theatre                                                                     |
| 2005 | Patrick Burnier (OW) Phil Brunner James Cotterill Hannah Clark              | Tobias Hoheisel Pamela Howard Julian Crouch                                         | Bristol Old Vic Gate Theatre, Notting Hill Nottingham Playhouse Random Dance, Sadler’s Wells                                    |
| 2003 | Becs Andrews (OW) Crista Noel Smith Ben Stones Adam Wiltshire               | Hildegard Bechtler John Macfarlane Vicki Mortimer                                   | Actors Touring Company Royal Theatre Northampton The Opera Group West Yorkshire Playhouse                                       |
| 2001 | Moritz Junge (OW) Jessica Bergström Max Jones Nicholaos Zavaliaris          | Lez Brotherston Tom Cairns Rae Smith                                                | English Touring Theatre Royal Court Theatre (J. B.'s commission realised at Soho Theatre) Welsh National Opera Young Vic        |
| 1999 | Miriam Buether (OW) Emma Cattell Luke Hunt Isla Shaw                        | Richard Hudson Tim Hatley Vicki Mortimer                                            | English Touring Opera Rambert Dance Company Royal Lyceum Theatre Company, Edinburgh Soho Theatre Company                        |
| 1997 | Yannis Thavoris (OW) Fiona-Marie Chivers Stuart Nunn Julie Watson           | Kandis Cook Richard Foxton Ian MacNeil                                              | The Bush Theatre Spitalfields Market Opera/English Touring Opera Second Stride/Phoenix Dance Company Salisbury Playhouse        |
| 1995 | Es Devlin (OW) Frank Gerssen Agnes Treplin                                  | Robin Cameron Don Deborah MacMillan Tanya McCallin                                  | Mecklenburgh Opera Octagon Theatre, Bolton Traverse Theatre, Edinburgh                                                          |
| 1993 | Franziska Wilcken (OW) Scott Sellers Lakis Yenethli                         | Tom Cairns Nigel Lowery Jenny Tiramani                                              | Birmingham Royal Ballet Gate Theatre, London West Yorkshire Playhouse                                                           |
| 1991 | Angela Davies (OW) Lucy Bevan Neil Irish                                    | Deirdre Clancy William Dudley Jocelyn Herbert                                       | Second Stride Crucible Theatre, Sheffield Opera North, Leeds                                                                    |
| 1989 | Kenny MacLellan (OW) Tim Hatley Neil Warmington                             | Alison Chitty Bob Crowley Antony McDonald with Dame Judi Dench DBE (2nd stage only) | National Youth Theatre of Great Britain Rambert Dance Company Théâtre de Complicité                                             |
| 1987 | Patrick Connellan (OW) Sarah Ashpole Demetra Maraslis Hersey                | –                                                                                   | – |